# Busbahnhof Ennepetal
Der Busbahnhof Ennepetal ist der zentrale Knotenpunkt der Buslinien in Ennepetal im Ennepe-Ruhr-Kreis. Er befindet sich in der Innenstadt nahe der Ennepe sowie der Kluterthöhle und wird von 16 Buslinien der Verkehrsgesellschaft Ennepe-Ruhr und des Bürgerbus Ennepetal angefahren. Rund 5000 Fahrgäste nutzen die Umsteigemöglichkeit täglich.

## Lage und Aufbau
Der Busbahnhof liegt im Stadtzentrum Ennepetals im Stadtteil Milspe. Der Bahnhof befindet sich am Stadtrand, die Entfernung zwischen beiden Punkten beträgt Luftlinie ca. 760 m, zu Fuß ca. 900 m.
Er liegt an der Südstraße, wo sich ein weiterer Bussteig befindet, besitzt eine Zufahrt zur Neustraße an der Ennepe und ist in Rondell-Form gebaut. Am Busbahnhof befinden sich ein Auskunfts- und Ticketverkaufsbüro der Verkehrsgesellschaft Ennepe-Ruhr, ein P&R-Parkplatz und ein Einkaufsmarkt.

## Bedienung
Der Busbahnhof ist Drehkreuz des ÖPNV in Ennepetal. Er wird von nahezu allen hier verkehrenden Linien bedient. Lediglich die Schulbuslinien 574, 576 und 578 fahren nicht ihn, sondern die südlicher gelegene Haltestelle Schule Harkort an. Die Buslinien 551 und 563 stellen die Verbindung zum örtlichen Bahnhof her. Betrieben werden die Buslinien überwiegend von der Verkehrsgesellschaft Ennepe-Ruhr (VER). Die Linie 608 ist eine Gemeinschaftslinie von VER und WSW mobil; beim SB37 gilt gleiches mit der BOGESTRA. Zudem betreibt der Bürgerbusverein Ennepetal e. V. drei Linien.
| Linie | Linienverlauf | Takt                           | Betreiber                 |
| ----- | --- | ------------------------------ | ------------------------- |
| SB37  | Bochum Hbf – Schauspielhaus – Bochum-Wiemelhausen – Bochum-Stiepel – Hattingen-Welper – Hattingen Mitte – Niedersprockhövel Kirche – Haßlinghausen Busbahnhof – Schwelm Bf – Ennepetal Busbahnhof                      | 60 min                         | Bogestra / VER            |
| SB38  | Hattingen Mitte – Burg Blankenstein – Haus Kemnade – Witten-Herbede – Witten Hbf – Witten-Bommern – Wetter-Wengern – Wetter Bf – Grundschöttel – Gevelsberg-Silschede – Gevelsberg Hbf – Milspe – Ennepetal Busbahnhof | 60 min                         | VER / DB Rheinlandbus     |
| 511   | Ennepetal Busbahnhof – Ennepetal, Altenvoerde Mitte – Ennepetal Rathaus – Ennepetal-Voerde Mitte – Hasperbach – Haspe Zentrum – Hagen Hauptbahnhof – Hagen SparkassenKarree/Stadtmitte                                 | 30 min                         | VER                       |
| 550   | Schwelm Bf – Ennepetal Busbahnhof – Ennepetal-Voerde Mitte – Ennepetal-Oberbauer – Breckerfeld Busbahnhof – Breckerfeld-Wengeberg                                                                                      | 30 min                         | VER                       |
| 551   | Ennepetal-Voerde – Ennepetal Busbahnhof – Ennepetal (Gevelsberg) Bahnhof – Gevelsberg Hbf – Sprockhövel – Haßlinghausen Busbahnhof – Sprockhövel-Hiddinghausen                                                         | 30 min                         | VER                       |
| 560   | Ennepetal Busbahnhof – Heilenbeckertal – Rüggeberg | 60 min                         | VER                       |
| 561   | Ennepetal Busbahnhof – Homberge – Rüggeberg | 30/60 min                      | VER                       |
| 562   | Ennepetal Busbahnhof – Kämpershausweg | 60 min                         | VER                       |
| 563   | Ennepetal Busbahnhof – Ennepetal (Gevelsberg) Bahnhof – Gevelsberg Hbf – Gevelsberg Elsternstraße | 30 min                         | VER                       |
| 573   | Ennepetal Polizeistation – Ennepetal Busbahnhof – Ennepetal-Voerde Mitte – Ennepetal-Oberbauer – Breckerfeld Busbahnhof – Breckerfeld-Wengeberg                                                                        | einzelne Fahrten an Schultagen | VER                       |
| 579   | Ennepetal Busbahnhof – Homberge – Rüggeberg – Königsfeld – Ennepetal-Friedfeld | einzelne Fahrten an Schultagen | VER                       |
| 608   | Wuppertal-Barmen Bf – Wuppertal-Oberbarmen Bf – Wuppertal-Langerfeld, Markt – Schwelm Bf – Ennepetal Busbahnhof | 30 min                         | VER / WSW                 |
| BB1   | Ennepetal Busbahnhof – Leibnizstraße – Steinnockenstraße – Haus Ennepetal | 60 min                         | Bürgerbus Ennepetal e. V. |
| BB2   | Ennepetal Busbahnhof – Heimstraße | einzelne Fahrten               | Bürgerbus Ennepetal e. V. |
| BB3   | Ennepetal Busbahnhof – Bremenstadion – Haus Ennepetal | 60 min                         | Bürgerbus Ennepetal e. V. |
| NE1   | Gevelsberg Hbf S – Ennepetal Busbahnhof – Ennepetal Voerde Mitte | 60 min                         | VER                       |

## Geplanter Umbau
Der Busbahnhof stößt inzwischen an seine Kapazitätsgrenzen und ist noch nicht barrierefrei. Daher hat die Stadt Ennepetal beschlossen, ihn umzubauen. Im Zuge des Umbaus soll er eine breitere Mittelinsel in Sägezahnform erhalten. Der Busbahnhof soll so leistungsfähiger werden und moderner gestaltet werden.